# Zapasy na Letnich Igrzyskach Olimpijskich 1976 – kategoria do 48 kg w stylu wolnym
Zmagania mężczyzn w wadze 48 kg to jedna z dziesięciu męskich konkurencji w zapasach w stylu wolnym rozgrywanych podczas Letnich Igrzysk Olimpijskich 1976. Pojedynki w tej kategorii wagowej odbyły się w dniach 27 – 31 lipca.

## Klasyfikacja[2]
| Pozycja | Nazwisko             | Kraj              |
| ------- | -------------------- | ----------------- |
| 1       | Hasan Isajew         | Bułgaria          |
| 2       | Roman Dmitrijew      | ZSRR              |
| 3       | Akira Kudō           | Japonia           |
| 4       | Gombyn Chiszigbaatar | Mongolia          |
| 5       | Kim Hwa-gyeong       | Korea Południowa  |
| 6       | Li Yong-nam          | Korea Północna    |
| 7       | Kuddusi Özdemir      | Turcja            |
| 8       | Willi Heckmann       | RFN               |
| 9       | Sobhan Ruhi          | Iran              |
| 10      | Ray Takahashi        | Kanada            |
| .       | Miguel Alonso        | Kuba              |
| 12      | Mihály Gyulai        | Węgry             |
| .       | Billy Rosado         | Stany Zjednoczone |
| 14      | Jürgen Möbius        | NRD               |
| .       | Claudio Pollio       | Włochy            |
| .       | Jorge Frías          | Meksyk            |
| .       | John de Jesús        | Portoryko         |
| 18      | Constantin Alexandru | Rumunia           |

## Zasady
Przyjęto zasadę punktów karnych, gdzie zdobycie sześciu punktów lub więcej eliminowało zawodnika z turnieju. Kolejność miejsc medalowych ustalona została w specjalnej rundzie finałowej, z udziałem trzech zawodników z najmniejszą liczbą takich punktów.
- TF — Łopatki
- DQ — Dyskwalifikacja za pasywność
- D2 — Dyskwalifikacja obu zawodników za pasywność
- DNA — Nie przystąpił do pojedynku
- TPP — Punkty karne razem
- MPP — Punkty karne pojedynku

## Punktacja
- 0 — Wygrana na łopatki, przewagę techinczną, pasywność, kontuzję
- 0.5 — Wygrana na punkty  (8-11 punktów różnicy)
- 1 — Wygrana na punkty  (1-7 punktów różnicy)
- 2 — Dyskwalifikacja za pasywność, zwycięzca również był pasywny
- 3 — Przegrana na punkty (1-7 punktów różnicy)
- 3.5 — Przegrana na punkty (8-11 punktów różnicy)
- 4 — Przegrana na łopatki, przewagę techiczną, pasywność, kontuzję

## Wyniki[3]

### Pierwsza runda
| TPP | MPP |                      | Wynik\|Czas |                      | MPP | TPP |
| --- | --- | -------------------- | ----------- | -------------------- | --- | --- |
| 4   | 4   | John de Jesús        | TF / 2:13   | Gombyn Chiszigbaatar | 0   | 0   |
| 4   | 4   | Constantin Alexandru | TF / 7:52   | Kuddusi Özdemir      | 0   | 0   |
| 4   | 4   | Billy Rosado         | TF / 5:35   | Roman Dmitrijew      | 0   | 0   |
| 3   | 3   | Mihály Gyulai        | 4 - 10      | Ray Takahashi        | 1   | 1   |
| 4   | 4   | Miguel Alonso        | 8 - 25      | Hasan Isajew         | 0   | 0   |
| 0   | 0   | Sobhan Ruhi          | TF / 6:15   | Jorge Frías          | 4   | 4   |
| 3   | 3   | Kim Hwa-gyeong       | 10 - 11     | Li Yong-nam          | 1   | 1   |
| 4   | 4   | Claudio Pollio       | TF / 7:14   | Akira Kudō           | 0   | 0   |
| 4   | 4   | Jürgen Möbius        | TF / 4:55   | Willi Heckmann       | 0   | 0   |

### Druga runda
| TPP | MPP |                      | Wynik\|Czas |                 | MPP | TPP |
| --- | --- | -------------------- | ----------- | --------------- | --- | --- |
| 8   | 4   | John de Jesús        | TF / 1:56   | Kuddusi Özdemir | 0   | 0   |
| 1   | 1   | Gombyn Chiszigbaatar | 13 - 11     | Billy Rosado    | 3   | 7   |
| 0   | 0   | Roman Dmitrijew      | TF / 8:00   | Mihály Gyulai   | 4   | 7   |
| 4.5 | 3.5 | Ray Takahashi        | 2 - 13      | Miguel Alonso   | 0.5 | 4.5 |
| 0   | 0   | Hasan Isajew         | TF / 5:35   | Sobhan Ruhi     | 4   | 4   |
| 8   | 4   | Jorge Frías          | TF / 2:31   | Kim Hwa-gyeong  | 0   | 3   |
| 1   | 0   | Li Yong-nam          | 35 - 7      | Claudio Pollio  | 4   | 8   |
| 0   | 0   | Akira Kudō           | DQ / 6:50   | Jürgen Möbius   | 4   | 8   |
| 0   |     | Willi Heckmann       |             | Bez walki       |     |     |
| 4   |     | Constantin Alexandru |             | DNA             |     |     |

### Trzecia runda
| TPP | MPP |                 | Wynik\|Czas |                      | MPP | TPP |
| --- | --- | --------------- | ----------- | -------------------- | --- | --- |
| 4   | 4   | Willi Heckmann  | TF / 7:24   | Gombyn Chiszigbaatar | 0   | 1   |
| 4   | 4   | Kuddusi Özdemir | DQ / 7:00   | Roman Dmitrijew      | 0   | 0   |
| 8.5 | 4   | Ray Takahashi   | 3 - 18      | Hasan Isajew         | 0   | 0   |
| 8.5 | 4   | Miguel Alonso   | 11 - 38     | Kim Hwa-gyeong       | 0   | 0   |
| 5   | 1   | Sobhan Ruhi     | 14 - 13     | Li Yong-nam          | 3   | 4   |
| 0   |     | Akira Kudō      |             | Bez walki            |     |     |

### Czwarta runda
| TPP | MPP |                      | Wynik\|Czas |                 | MPP | TPP |
| --- | --- | -------------------- | ----------- | --------------- | --- | --- |
| 0   | 0   | Akira Kudō           | 25 - 2      | Willi Heckmann  | 4   | 8   |
| 2   | 1   | Gombyn Chiszigbaatar | 11 - 11     | Kuddusi Özdemir | 3   | 7   |
| 1   | 1   | Roman Dmitrijew      | 9 - 7       | Hasan Isajew    | 3   | 3   |
| 9   | 4   | Sobhan Ruhi          | TF / 2:37   | Kim Hwa-gyeong  | 0   | 3   |
| 4   |     | Li Yong-nam          |             | Bez walki       |     |     |

### Piąta runda
| TPP | MPP |                      | Wynik\|Czas |                 | MPP | TPP |
| --- | --- | -------------------- | ----------- | --------------- | --- | --- |
| 8   | 4   | Li Yong-nam          | 2 - 16      | Akira Kudō      | 0   | 0   |
| 6   | 4   | Gombyn Chiszigbaatar | TF / 4:16   | Roman Dmitrijew | 0   | 1   |
| 4   | 1   | Hasan Isajew         | 16 - 13     | Kim Hwa-gyeong  | 3   | 6   |

### Runda finałowa
Zaliczone pojedynki z wcześniejszych rund
| TPP | MPP |                 | Wynik\|Czas |                 | MPP | TPP |
| --- | --- | --------------- | ----------- | --------------- | --- | --- |
|     | 1   | Roman Dmitrijew | 9 - 7       | Hasan Isajew    | 3   |     |
|     | 4   | Akira Kudō      | D2 / 8:00   | Roman Dmitrijew | 4   | 5   |
| 3   | 0   | Hasan Isajew    | DQ / 7:06   | Akira Kudō      | 4   | 8   |